# Sierro (Almería)
Sierro ist ein Ort und eine spanische Gemeinde in der Comarca Valle del Almanzora der Provinz Almería in der Autonomen Gemeinschaft Andalusien. Die Bevölkerung von Sierro bestand im Jahr 2024 aus 376 Einwohnern. Neben dem Hauptort Sierro gehören die Wüstungen Casa de la Solana de Martínez, Fuente Sorbas, Las Noguericas und El Jarro zur Gemeinde.

## Geografie
Sierro liegt im Landesinneren der Provinz Almería, an den Ausläufern der Sierra de las Estancias, in einer Höhe von ca. 750 m. Die Provinzhauptstadt Almería liegt in etwa 50 Kilometer südlicher Entfernung.

## Bevölkerungsentwicklung
| Jahr      | 1970 | 1981 | 1991 | 2001 | 2011 | 2021 |
| Einwohner | 789  | 674  | 559  | 472  | 453  | 380  |

## Sehenswürdigkeiten
- Burg Sierro
- Sebastianskirche (Iglesia de San Sebastián)
- Isidorkapelle
- Rathaus

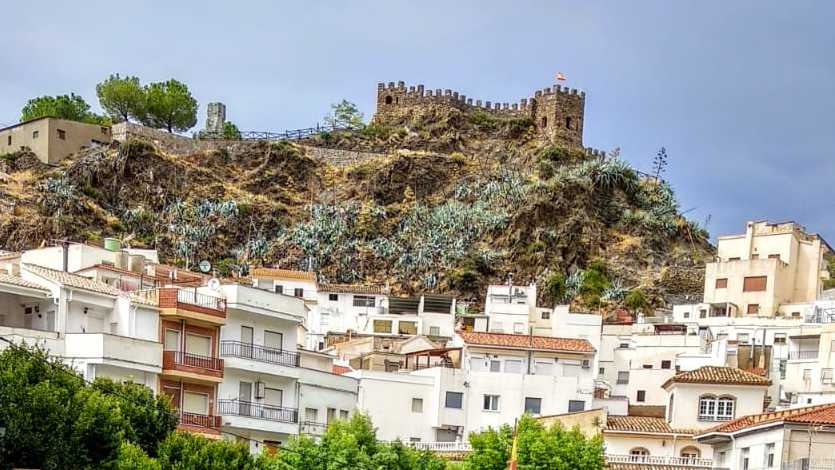
Burg Sierro oberhalb des Ortes
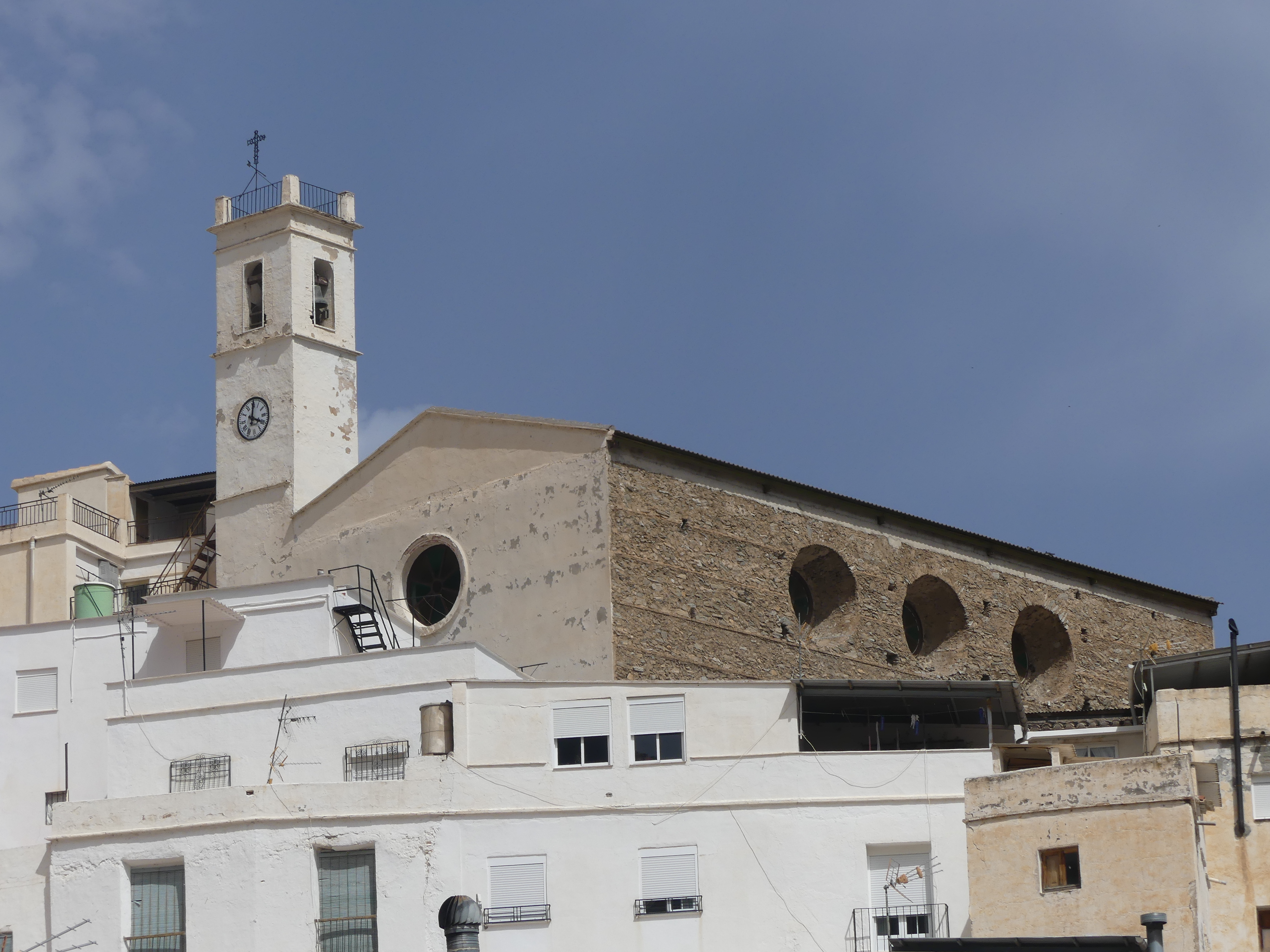
Sebastianskirche
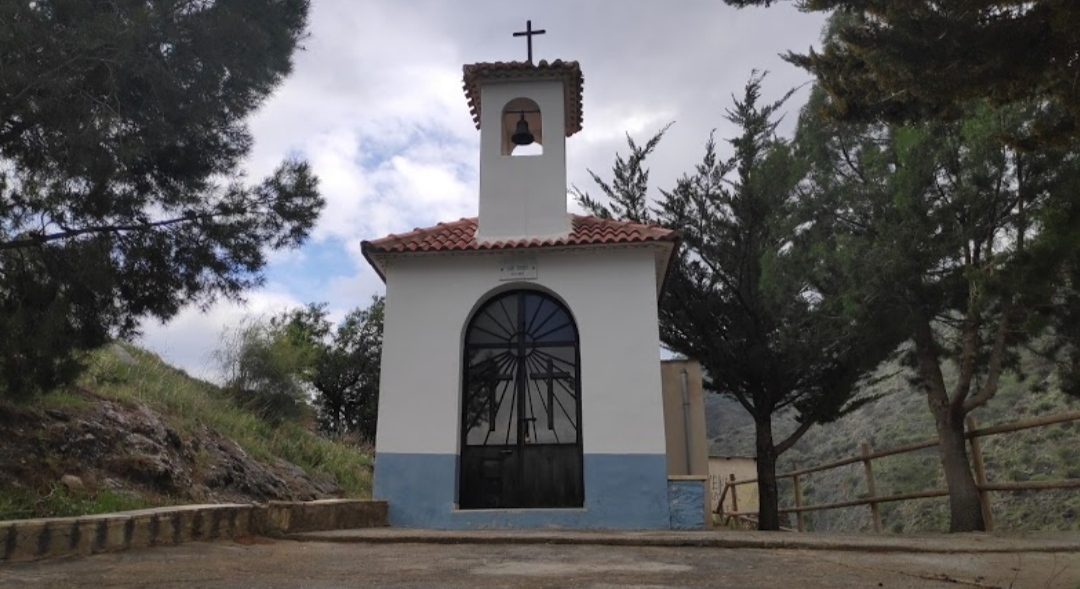
Isidorkapelle